# Bomere Heath
Bomere Heath är en by i Shropshire distrikt i Shropshire grevskap i England. Byn är belägen 7 km 
från Shrewsbury. Orten har 1 359 invånare (2016).